# Rumanová
Rumanová (in ungherese Románfalva) è un comune della Slovacchia facente parte del distretto di Nitra, nella regione omonima.